# Kyashan - La rinascita
Kyashan - La rinascita (キャシャーン?, Casshern) è un film del 2004 diretto da Kazuaki Kiriya.
Si tratta di un adattamento dell'anime Kyashan - Il ragazzo androide in chiave live action, vale a dire che i personaggi sono interpretati da attori in carne e ossa.

## Trama
Sebbene la guerra per la conquista dell'Eurasia sia terminata, gruppi di ribelli ancora imperversano nei paesi fuori dalla capitale e per questo la pace tanto agognata non è stata ancora stabilita. Quando Tetsuya parte per il fronte lascia la sua amata Luna e una madre quasi completamente cieca. Il padre, un importante scienziato, è riuscito però ad ottenere una coltivazione di cellule in grado di rigenerare i tessuti e per questo curare ogni tipo di malattia.
Lo stesso giorno in cui viene comunicata la morte in battaglia di Tetsuya, dal liquido degli esperimenti del dottor Azuma, tramite la ricombinazione spontanea delle cellule, nascono degli esseri umani dall'incredibile forza che vengono immediatamente decimati dalle forze armate. Ma il gruppo che riesce ad evadere porta con sé la moglie dello scienziato. Questo, preso dalla rabbia, prende il cadavere del figlio e lo trascina nel liquido rigenerante e come per miracolo il ragazzo si risveglia dalla morte. Viene così portato in una cellula incubatrice per rigenerare i suoi tessuti e applicare al suo corpo una armatura sperimentale in grado di farlo diventare un guerriero perfetto.
Nel frattempo il manipolo di fuggitivi giunge ad una fortezza che sembra rispondere attivamente ai loro ordini e da cui fanno partire un esercito di robot che distrugge ogni forma di vita sul proprio cammino. Qui decideranno di prendere il nome di Neoroidi e cominceranno una guerra contro il resto del mondo. Tetsuya nuovamente sveglio è diventato ora Kyashan e trovata Luna parte con questa in difesa della città e alla ricerca di sua madre.

## Distribuzione
Uscito in Giappone nel 2004, è stato distribuito in Italia nel luglio 2006.

### Edizione italiana
Il doppiaggio italiano del film è stato effettuato presso la CAST Doppiaggio e diretto da Massimiliano Alto su dialoghi di Gualtiero Cannarsi.

## Citazioni e riferimenti
L'ambientazione benché futuribile si ispira al Giappone imperialista anni Trenta, con abbigliamento ed automobili dell'epoca nonché uniformi ed equipaggiamento militare nazista dei soldati.
Citazioni dell'anime con l'apparizione di un elmo di un antico guerriero simile a quello indossato dal personaggio animato e l'incontro con un comunissimo cane in carne ed ossa di nome Flender.
(Kyashan ad un soldato giapponese)